# Argus As 10
Argus As 10 byl německý pístový letecký motor používaný v menších německých letounech během a krátce po druhé světové válce. Mezi typy letounů, které jím byly poháněny, patřily např. cvičné Arado Ar 66 a Focke-Wulf Fw 56 Stösser, pozorovací a spojovací Fieseler Fi 156 Storch nebo spojovací Messerschmitt Bf 108.
První exemplář byl vyroben v roce 1928.

## Popis motoru
Byl to vzduchem chlazený motor, osmiválec s dvěma řadami dolů obrácených válců sestavenými do V. Skříň klikové hřídele motoru byla odlita z hliníkové slitiny (z elektronu), hřídel sama z chromniklové oceli a byla umístěna na 6 válečkových ložiskách. Tah vrtule byl zachycen ložiskem stejného typu. Písty byly z hliníkové slitiny. Každý válec měl po jednom sacím a jednom výfukovém ventilu. Ventily byly řízeny vačkovou hřídelí přes táhla a vahadélka a měly po dvou perech. Mazání se dělo pomocí třídílné pumpy s ozubenými kolečky. Karburátory byly dva značky Sum; sací potrubí bylo předhříváno výfukovými plyny. Dva magnety Bosch byly namontovány v přední části motoru. Startování motoru bylo ruční. Později byly motory opatřeny elektrickými spouštěči, napájenými buď palubní baterií, nebo z venkovního zdroje. V případě potřeby bylo možné motory nastartovat též ruční klikou nebo stlačeným vzduchem. Motorové lože bylo svařeno z ocelových trubek a pevně spojeno s trupem.

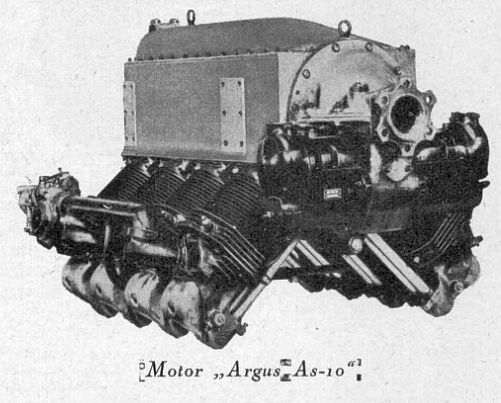
Letecký motor Argus As 10 (1931)

## Výroba v Protektorátu Čechy a Morava

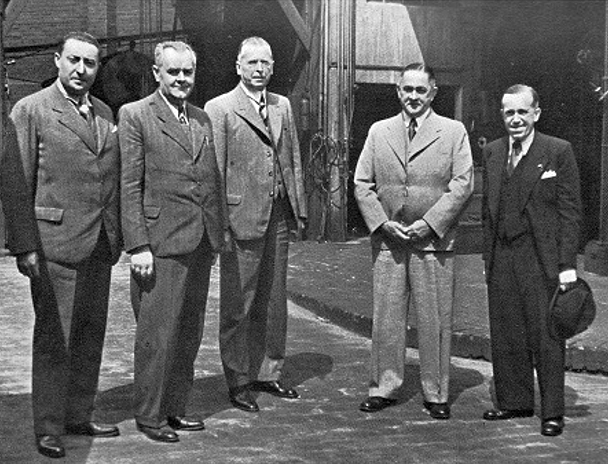
Návštěva z německého leteckého průmyslu v červnu 1939 (zleva Šusta, Barvitius, Jastrow, Lahs a Kumpera)

Krátce po vzniku Protektorátu Čechy a Morava 22. června 1939 navštívil továrnu Walter vůdce Hospodářské skupiny leteckého průmyslu v Berlíně a předseda Říšského svazu německého leteckého průmyslu admirál m.s. Lahs, provázen Ing. Dr. Jastrowem z téhož úřadu. Význačné hosty provedl generální ředitel továrny Walter Ing. Antonín Kumpera spolu s technickým ředitelem Ing. F. A. Barvitiem a ředitelem Ing. J. Šustou všemi výrobními a zkušebními odděleními továrny a podal jim podrobný, se zájmem sledovaný výklad o celé výrobě leteckých motorů Walter. Návštěva asi byla spokojena, protože o necelý rok později začala továrna přejmenovaná na Walter Automobil und Flugmotoren Fabrik A.G. Prag-Jinonitz vyrábět německé motory Argus As 10 C.
Po vypuknutí druhé světové války a okupace zbytku Československa byla továrna podřízena firmě Argus Motorenwerke A.G. Berlin a vyráběla pro potřeby okupantů letecké motory Argus. Antonín Kumpera sice ve vedení firmy zůstal, ale „kolektivním prokuristou“ firmy byl německý zmocněnec a exponent gestapa Gustav Klestil, narozený ve Vídni. Po absolvování vojenské akademie se stal důstojníkem z povolání v československé armádě. Z ní odešel a pravděpodobně působil už před válkou v zahraničí pro Německo. Po okupaci se přihlásil k německé národnosti. Vzápětí za Klestilem přišli další spolupracovníci nacistů.
Motory As 10 C, které jinonická továrna vyráběla v letech 1940–42, se montovaly do letounů Fieseler Fi 156. Osmiválcový motor do V (invertní dvouřadý s reduktorem) se zdvihovým objemem 12,7 l podával výkon 162–177 kW/220–240 k při 2000 ot/min. Celkem bylo v Jinonicích vyrobeno 1920 kusů.

## Využití v Československu
Jedním z velice rozšířených motorů pro lehká kurýrní, cvičná a turistická letadla ve třicátých a čtyřicátých letech minulého století byl invertní řadový osmiválec Argus As 10. Vyráběla jej především berlínská firma Argus Motoren Gesellschaft m.b.H. a montoval se hlavně do víceúčelových hornoplošníků Fieseler Fi 156 Storch. 
Právě tyto letouny byly u nás zavedeny za 2. světové války do výroby u firmy Ing. J. Mráz továrna letadel v Chocni. Za války po odchodu ing. Pavla Beneše se firma jmenovala Ing. J. Mráz, Flugzeugfabrik. Výroba tohoto výborného letounu zahájená v roce 1944 pokračovala u Mrázů i po válce pod názvem K-65 Čáp do roku 1949 a tyto letouny s motory Argus sloužily československým letcům až do poloviny šedesátých let. Celkem bylo vyrobeno s motorem Argus 10 C celkem 138 letounů původně označených jako C-5 a později přeznačených pro vojenskou službu na K-65. Malé série těchto letounů přebíralo bezpečnostní letectvo a ČSA pro svou společnost Agrolet. Zemědělská verze byla využívána až do příchodu  letadel L-60 Brigadýr. Většina letounů Čáp skončila svou pouť v čs. aeroklubech Svazarmu.

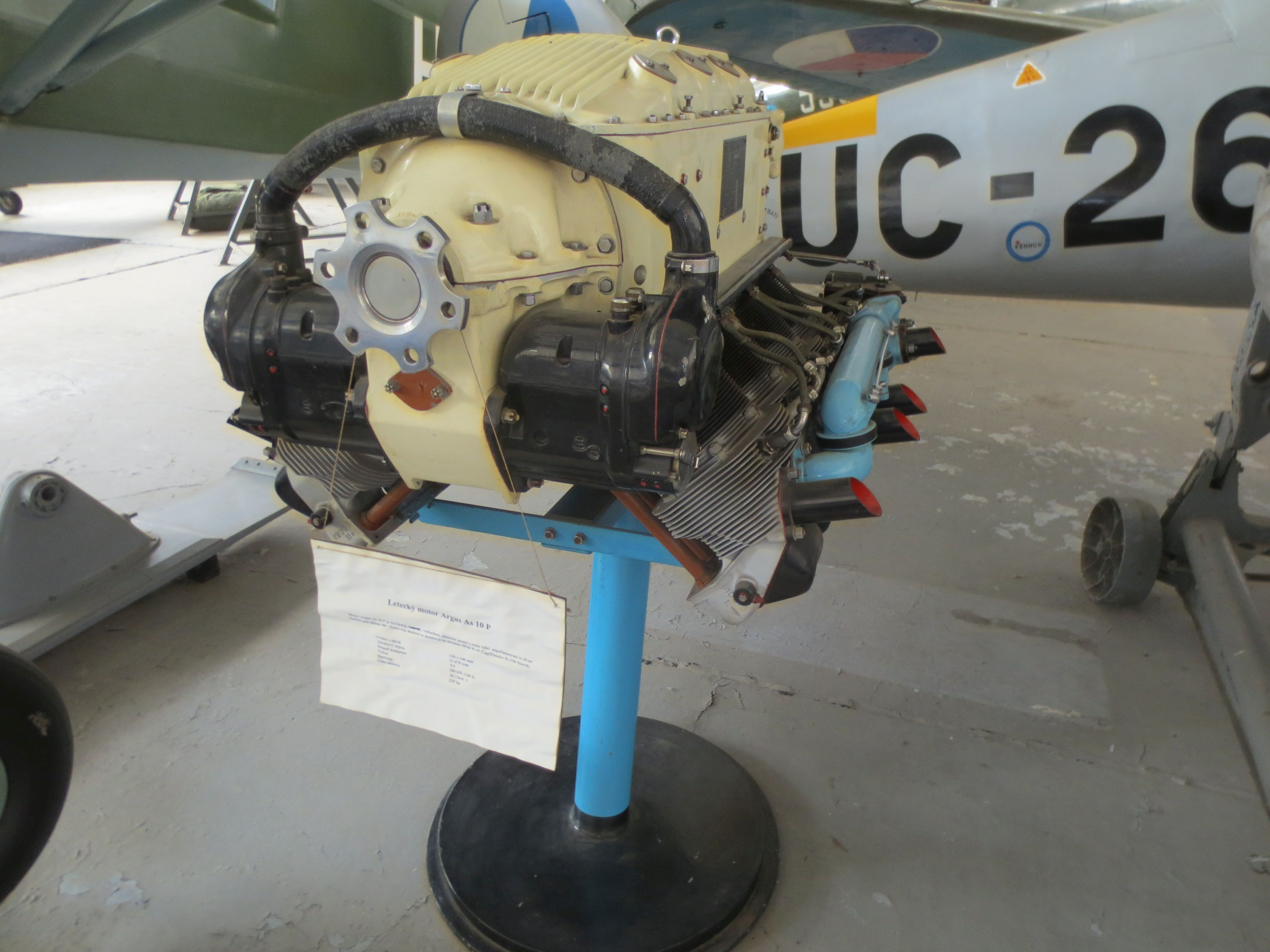
Argus As 10 pro letoun K-65 Čáp (LM Kbely)

V letech 1942–1946 bylo v Moravanu n.p. v Otrokovicích (za války Zlínské letecké závody, po válce Zlínavion) vyvíjeno a po válce vyrobeno s tímto motorem i dopravní letadlo Zlin Z-20. Letoun byl zalétán 14. března 1946 Ladislavem Švábem a imatrikulován jako OK-VCA. Tento stroj však do další výroby nebyl zařazen a tento jediný letoun byl z leteckého rejstříku vymazán již v roce 1947.

## Použití

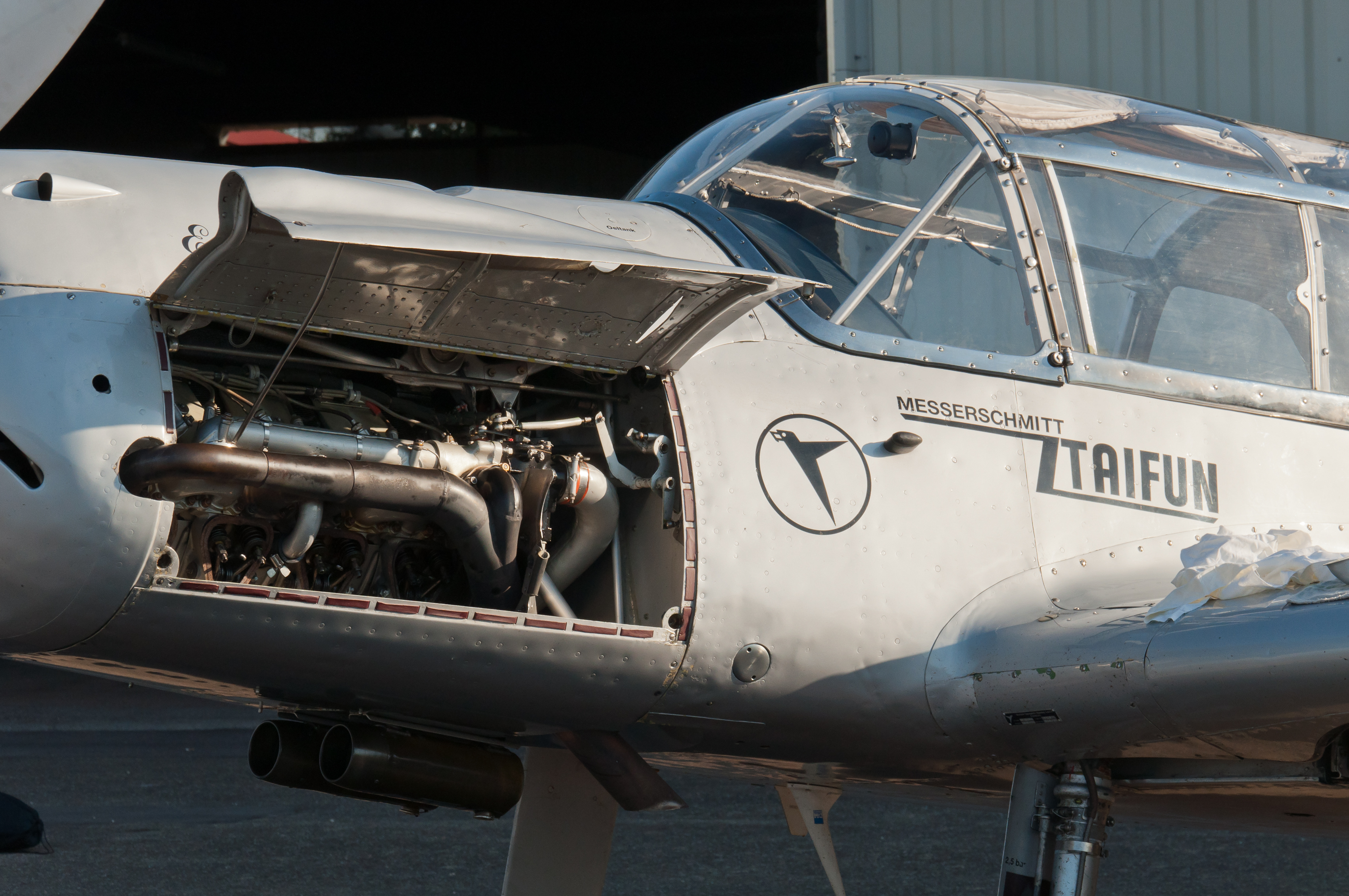
Motor Argus As 10c v letounu Messerschmitt Bf 108 Taifun

- Arado Ar 66
- Arado Ar 76
- Dornier Do 12
- Farman F.510 Monitor II[9]
- Fieseler Fi 156 Storch (K-65 Čáp)
- Focke-Wulf Fw 56 Stösser
- Focke-Wulf Fw 58
- Gotha Go 145
- Henschel Hs 121
- Kayaba Ka-1
- Klemm Kl 151
- Messerschmitt Bf 108 Taifun
- Rogožarski SIM-XIV-H
- Siebel Si 201
- Zlin Z-20

## Specifikace (As 10 C)

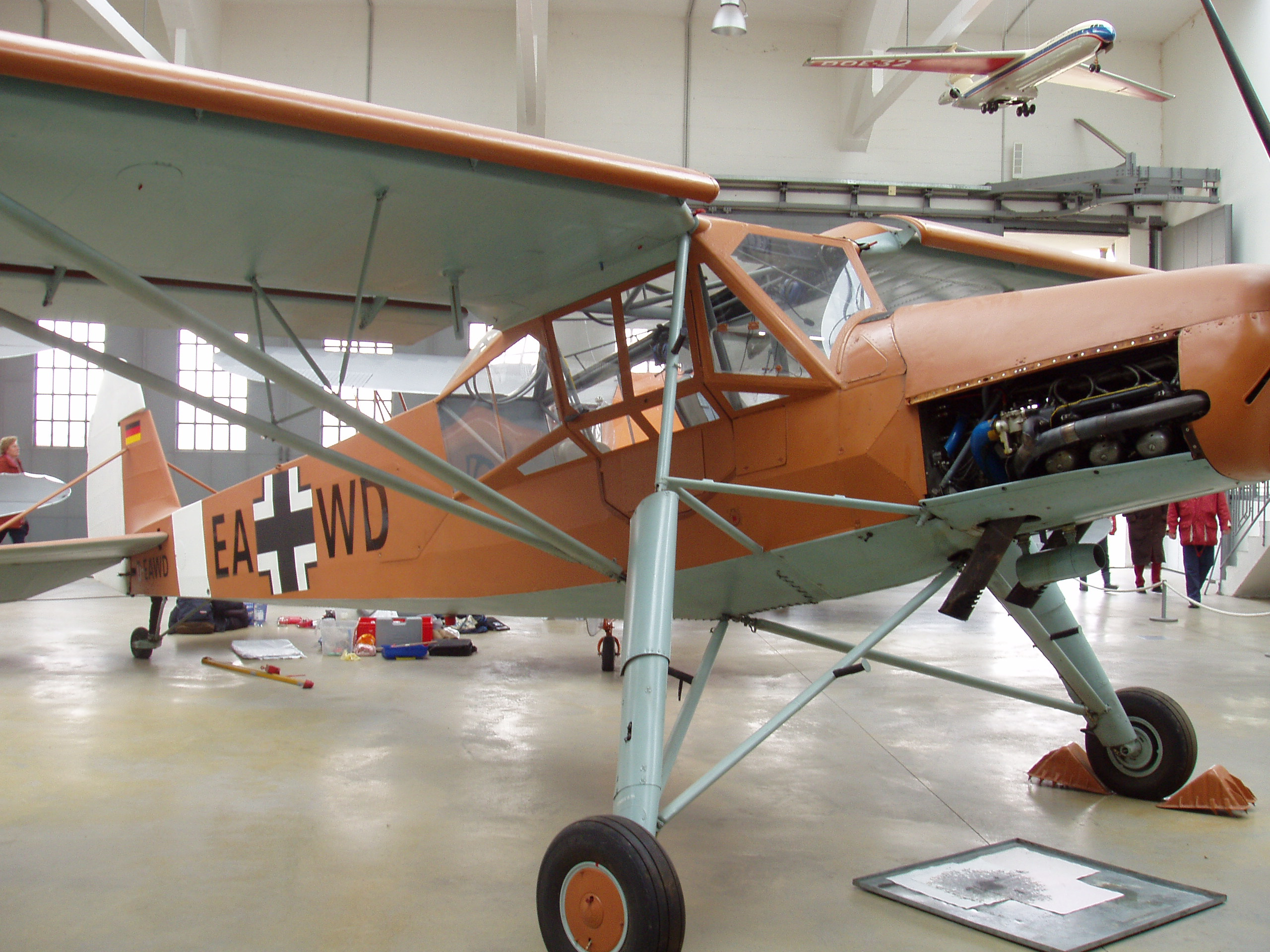
Argus As 10 C3 v letounu Fieseler Fi 156 Storch

### Technické údaje
- Typ: Vzduchem chlazený, pístový, invertní, letadlový osmiválec do V (90°)
- Vrtání: 120 mm
- Zdvih: 140 mm
- Objem válců: 12,667 l
- Délka: 1 105 mm
- Šířka: 880 mm
- Výška: 936 mm
- Suchá hmotnost: 213 kg

### Součásti
- Ventilový rozvod: Dva ventily jeden válec
- Palivová soustava: karburátor
- Mazací soustava: Suchá kliková skříň s jedním tlakovým a dvěma odsávacími čerpadly
- Chladicí soustava: Chlazení vzduchem

### Výkony
- Výkon:240 PS (176,52 kW) při 2 000 ot./min (vzletový výkon 5 min.)
- Měrný výkon: 14,8 kW/l
- Kompresní poměr: 5,9:1
- Poměr výkon/hmotnost: 0,835 kW/kg